# Distrito de Hinwil
Hinwil é um distrito da Suíça, localizado no cantão de Zurique. Tem 179,53 km² de área e sua população em 2019 foi estimada em 96.519 habitantes. Sua sede é a comuna de Hinwil.

## Comunas
Hinwil está composto por um total de 11 comunas:
| Comuna      | População (31 de dezembro de 2019) | Área, km² |
| ----------- | ---------------------------------- | --------- |
| Bäretswil   | 5.053                              | 22.23     |
| Bubikon     | 7.344                              | 11.58     |
| Dürnten     | 7.606                              | 10.19     |
| Fischenthal | 2.516                              | 30.25     |
| Gossau      | 10.280                             | 18.28     |
| Grüningen   | 3.641                              | 8.77      |
| Hinwil      | 11.277                             | 22.31     |
| Rüti        | 12.286                             | 10.19     |
| Seegräben   | 1.430                              | 3.75      |
| Wald        | 10.096                             | 25.25     |
| Wetzikon    | 24.990                             | 16.73     |
| Total       | 96.519                             | 179.53    |